# Huize Lydia

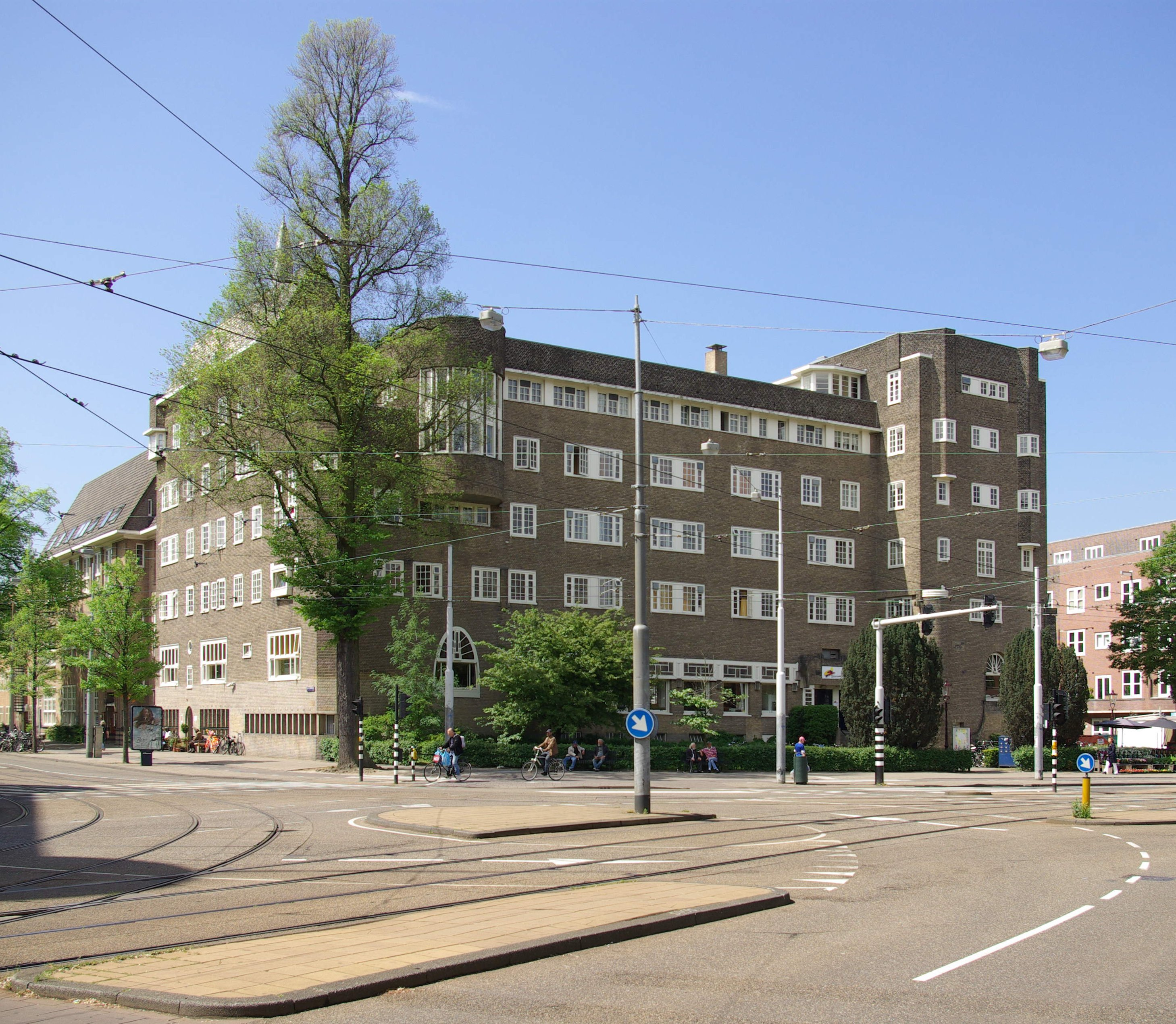
Huize Lydia, 2011

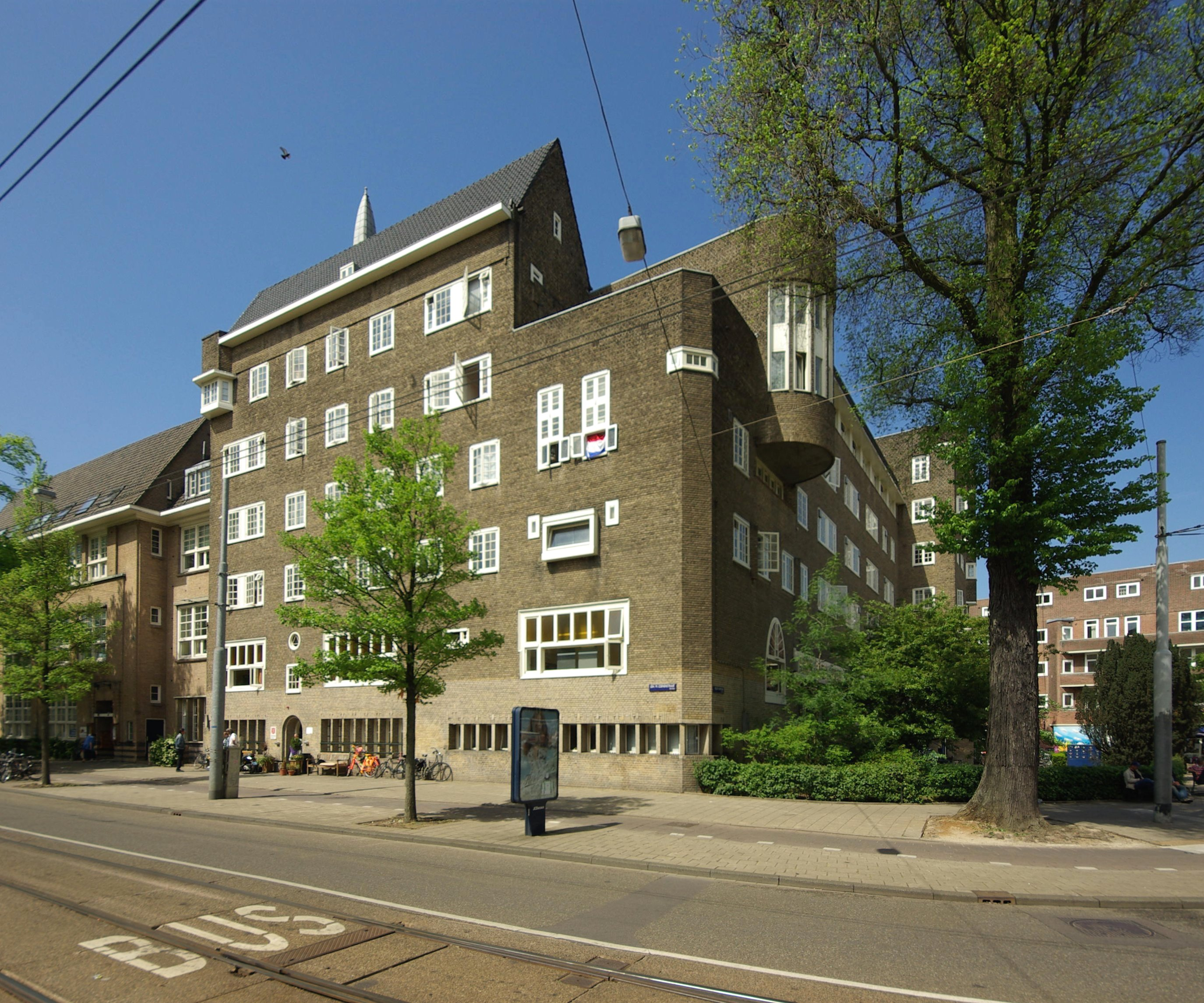
Huize Lydia, 2011

Huize Lydia (deutsch Haus Lydia) ist ein Gebäude am Roelof Hartplein 2b im Amsterdamer Stadtbezirk Zuid, das 1924 bis 1927 als Römisch-katholisches Heim für Frauen und Mädchen errichtet wurde. Das mit braunen Backsteinen verkleidete Bauwerk gilt als bedeutendste Arbeit des niederländischen Architekten Jan Boterenbrood (1886–1932), der es im Stil der expressionistischen Amsterdamer Schule entwarf. Die Betonkonstruktion stammte von dem Ingenieur K. Bakker. Seit 1996 steht das Haus, wie das benachbarte Wohnhaus Bronckhorststraat 11–37, als Rijksmonument unter Denkmalschutz.
Das auf einem U-förmigen Grundriss um einen Innenhof errichtete Gebäude verfügt abwechselnd über fünf und sechs Obergeschosse. Der südöstlichen Flügel wird von einer Satteldachkonstruktion und einem später errichteten Turm gekrönt. Zu den vielen Details der Fassade zählen unter anderem das Muster der Attika, einige auffallende Bleiglasfenster sowie mehrere Erker und Wintergärten. 1927 bis 1928 entstand gegenüber am Roelof Hartplein das ebenfalls im Backsteinexpressionismus gestaltete Einküchenhaus Het Nieuwe Huis, was die städtebaulich exponierte Lage noch verstärkte.
Ursprünglich beherbergte Huize Lydia 158 Zimmer sowie mehrere Personal- und Gemeinschaftsräume. 1953 wurde ein Teil des Erdgeschosses baulich verändert. 1982 erfolgten weitere Umbauten, wobei 20 zusätzliche Wohnungen entstanden. Das Haus war damals im Besitz der kommunalen Wohnungsbaugesellschaft, die es als Schwesternwohnheim nutzte. Heute dienen die Gemeinschaftsräume des Hauses als Multifunktionelles Zentrum des Unternehmens Combiwel.